# Rod Gilfry
Rodney Gilfry (Covina, 11 marzo 1959) è un baritono statunitense.
Specializzatosi in ruoli comici mozartiani, in particolare Don Giovanni, Conte d'Almaviva, Guglielmo e Papageno, è anche noto per i suoi lavori in ruoli baritonali quali Pelléas, Valentin, Oreste, Belcore e Billy Budd.

## Biografia

### Carriera operistica
Nato in California, ha conseguito una laurea in educazione musicale presso la Cal State Fullerton e un master in canto presso la Thornton School of Music della University of Southern California.
A livello operistico, ha debuttato nel 1986 al Los Angeles Opera come comprimario nell'Otello di Giuseppe Verdi. Successivamente, è stato per sette anni il principale baritono del teatro dell'Opera di Zurigo e di Francoforte. 
Nel 1996 debutta al Metropolitan interpretando Demetrius nell'opera di Britten Sogno di una notte di mezza estate.
Nel 2002 ha interpretato il ruolo di Nathan ne La scelta di Sophie, rappresentazione svoltasi al Royal Opera House di Londra.
Durante la stagione 2005-2006 ha interpretato il proprietario della piantagione Edward Gaines nell'opera, Margaret Garner, all'Opera Philadelphia, all'Opera di Cincinnati e al Teatro dell'Opera del Michigan.
Nel febbraio 2020 ha recitato il ruolo del padre di Euridice nella prima mondiale dell'Eurydice, scritta da Matthew Aucoin su libretto di Sarah Ruhl, alla Los Angeles Opera.
Ha inciso numerose registrazioni. Una di queste, un CD del 1995 sul Don Giovanni, gli è valsa la nomination per un Grammy.

### Musical
Appassionato di musical, nel 2010 è apparso alla Royal Albert Hall di Londra al fianco di Kim Criswell, in un programma della BBC che celebrava la musica di Rodgers & Hammerstein.
Nel giugno del 2012, ha interpretato al Teatro dell'Opera di Saint Louis una parte in Sweeney Todd: The Demon Barber of Fleet Street, ricevendo recensioni positive da parte della critica.

### Vita privata
Gilfry è sposato e ha tre figli. Una di esse, Caryn, è anch'essa una cantante lirica.